# Холбока (комуна)
Холбока (рум. Holboca) — комуна у повіті Ясси в Румунії. До складу комуни входять такі села (дані про населення за 2002 рік):
- Валя-Лунге (279 осіб)
- Данку (6863 особи)
- Крістешть (599 осіб)
- Орзень (696 осіб)
- Русеній-Векі (552 особи)
- Русеній-Ной (373 особи)
- Холбока (2300 осіб) — адміністративний центр комуни

Комуна розташована на відстані 326 км на північ від Бухареста, 7 км на схід від Ясс.

## Населення
За даними перепису населення 2002 року у комуні проживали 11 662 особи.
Національний склад населення комуни:
| Національність   | Кількість осіб | Відсоток |
| ---------------- | -------------- | -------- |
| румуни           | 11593          | 99,4%    |
| цигани           | 59             | 0,5%     |
| росіяни-липовани | 5              | < 0,1%   |
| німці            | 2              | < 0,1%   |

Рідною мовою назвали:
| Мова       | Кількість осіб | Відсоток |
| ---------- | -------------- | -------- |
| румунська  | 11660          | > 99,9%  |
| українська | 1              | < 0,1%   |
| російська  | 1              | < 0,1%   |

Склад населення комуни за віросповіданням:
| Релігія        | Кількість осіб | Відсоток |
| -------------- | -------------- | -------- |
| православні    | 11303          | 96,9%    |
| римо-католики  | 247            | 2,1%     |
| бретрени       | 28             | 0,2%     |
| адвентисти     | 19             | 0,2%     |
| баптисти       | 12             | 0,1%     |
| п'ятдесятники  | 8              | 0,1%     |
| старообрядці   | 5              | < 0,1%   |
| греко-католики | 1              | < 0,1%   |